# 영벽헌
영벽헌(暎碧軒)은 경상북도 안동시에 있다. 2013년 4월 9일 안동시의 문화유산 제68호로 지정되었다.